# Архиепархия Гувахати
Архиепархия Гувахати (лат. Archidioecesis Guvahatina) — архиепархия Римско-Католической церкви c центром в городе Гувахати, Индия. В митрополию Гандинагара входят епархии Бонгайгаона, Дибругарха, Дипху, Итанагара, Миао, Тезпура. Кафедральным собором архиепархии Гувахати является церковь святого Иосифа.

## История
30 марта 1992 года Римский папа Иоанн Павел II издал буллу Opitulante quidem, которой разделил епархию Шиллонга-Гаухати на архиепархию Шиллонга и епархию Гувахати. В этот же день епархия Гувахати вошла в митрополию Шиллонга.
10 июля 1995 года Римский папа Иоанн Павел II издал буллу Indorum ecclesiales, которой возвёл епархию Гувахати в ранг архиепархии.
10 мая 2000 года архиепархия Гувахати передала часть своей территории для возведения новой епархии Бонгайгона.

## Ординарии архиепархии
- архиепископ Томас Менампарампил (30.03.1992 — 18.01.2012);
- архиепископ John Moolachira (18.01.2012 —).

## Источник
- Annuario Pontificio, Ватикан, 2007
- Булла Opitulante quidem Архивная копия от 17 мая 2014 на Wayback Machine  (лат.)
- Булла Indorum ecclesiales Архивная копия от 17 мая 2014 на Wayback Machine  (лат.)